# Kalkmagerrasen und Diemelaltwasser bei Lamerden
Kalkmagerrasen und Diemelaltwasser bei Lamerden ist ein Naturschutzgebiet nahe dem Dorf Lamerden im Diemeltal, im Landkreis Kassel, Nordhessen. Das Gebiet besteht aus vier getrennten Teilflächen und erreicht eine Gesamtfläche von 17,52 Hektar.

## Lage und Gebietscharakteristik
Das Gebiet liegt östlich bzw. nordöstlich des Dorfes Lamerden, eine der Teilflächen grenzt an den Ortsrand. Von der Diemel ist es getrennt durch den Bahndamm der Bahnstrecke Kassel–Warburg (ehemalige Friedrich-Wilhelms-Nordbahn). Zwei der Teilflächen umfassen den Rest eines Altarms der Diemel, der aber durch verschiedene künstliche Anschüttungen gegenüber dem ursprünglichen Zustand verkleinert und dabei geteilt worden ist. Dieser liegt im Überschwemmungsbereich des Flusses, sein Wasserstand wird durch Druckwasser aus dem Flussbett und Hangwasser beeinflusst. Die verbliebene offene Wasserfläche erreicht knapp 3500 Quadratmeter. Die anderen Teilflächen bilden einen nach Westen exponierten steilen Hangbereich zum Diemeltal, dessen Untergrund aus Muschelkalk besteht. Hier liegen etwa 5 Hektar artenreiche Kalkmagerrasen, die teilweise eingestreut einen dichten Bestand von Wacholderbüschen tragen. Außerdem umfasst der Gebietsteil einen nicht verfüllten kleinen ehemaligen Kalksteinbruch. Die übrigen Flächen werden von Hecken und Gebüschvegetation sowie kleinen Waldflächen eingenommen.

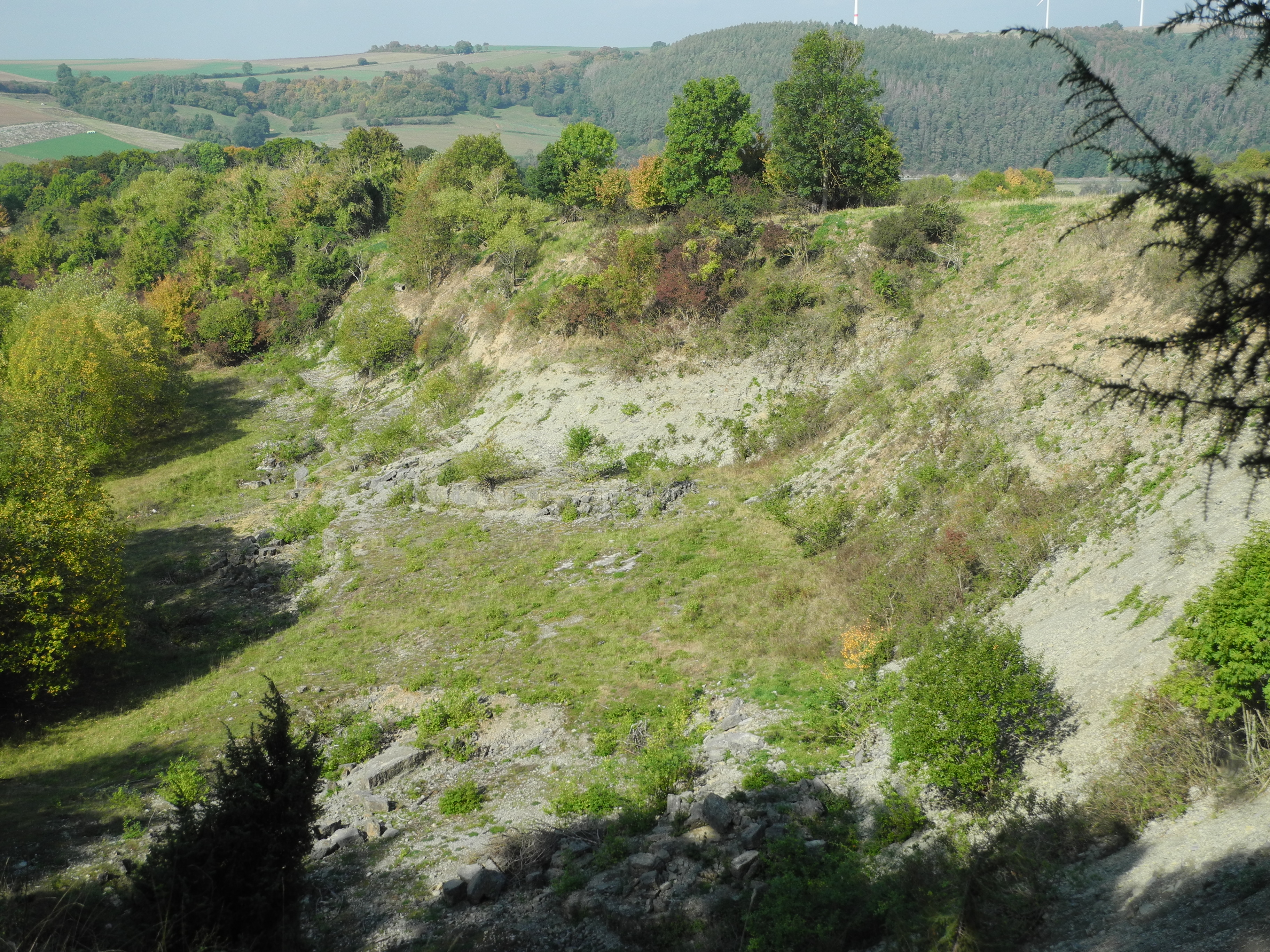
Ehemaliger Kalksteinbruch im NSG

## Vegetation, Flora und Fauna

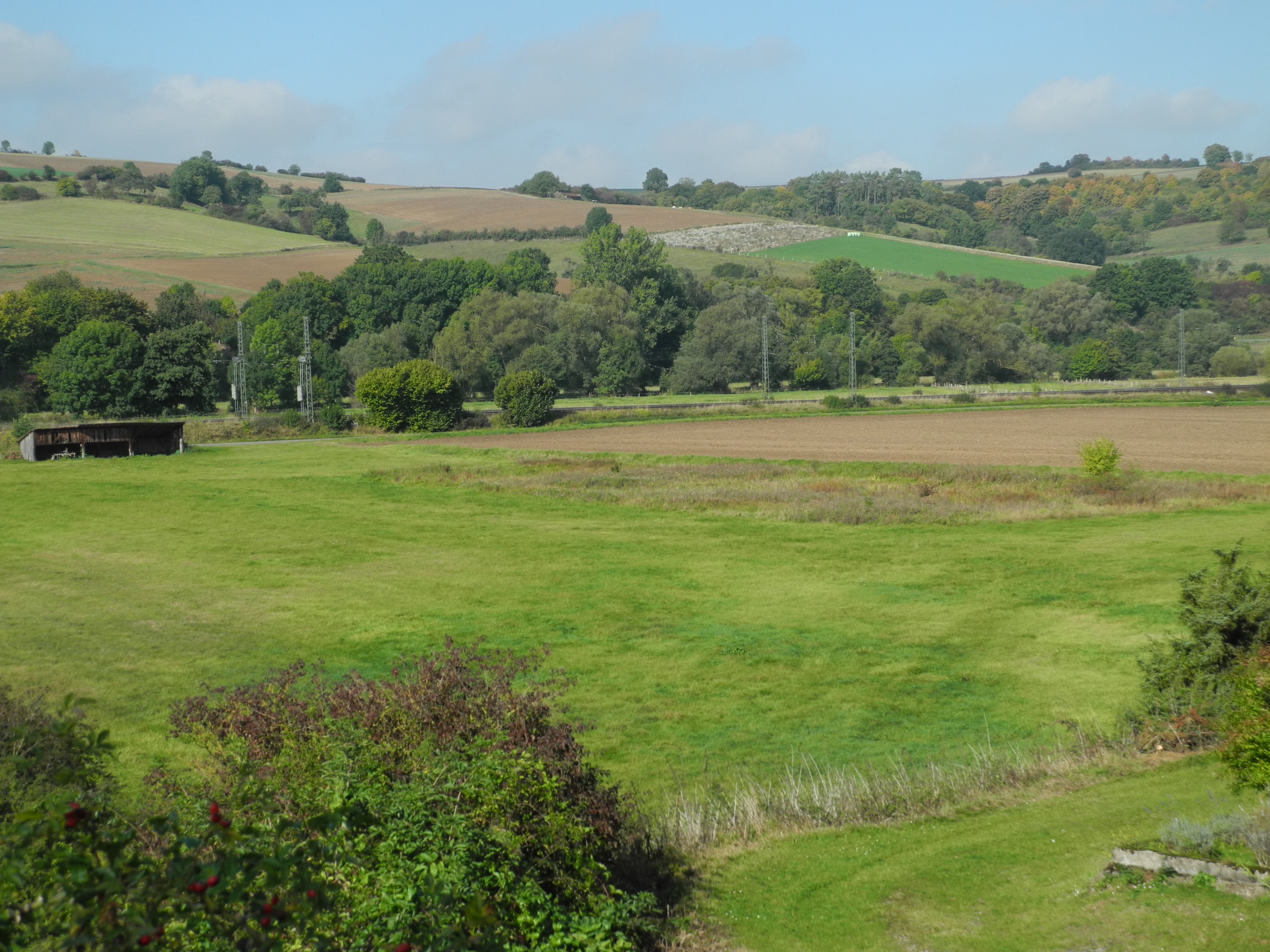
Relikt eines Altarms der Diemel

Im Bereich des Altwassers finden sich Röhrichtbestände, Bestände der Sumpf-Schwertlilie (Iris pseudacorus) und baumförmige Weiden-Arten.
Die Kalkmagerrasen im Gebiet gehören zu den sogenannten Enzian-Fiederzwenken-Rasen, pflanzensoziologisch die Assoziation Gentiano-Koelerietum, das ist die (ehemals) beweidete Variante der Kalkmagerrasen. In diesen wachsen zahlreiche seltene und bedrohte Pflanzenarten, wie zum Beispiel Gewöhnliches Katzenpfötchen (Antennaria dioica), Sumpf-Herzblatt (Parnassia palustris), Kreuz-Enzian (Gentiana cruciata), Deutscher Fransenenzian (Gentianella germanica) und zahlreiche Orchideenarten, darunter große Bestände des Helm-Knabenkraut (Orchis militaris) und des Purpur-Knabenkraut (Orchis purpurea). Ehemalige Vorkommen von Frauenschuh (Cypripedium calceolus) sind, wie einige andere bedrohte Arten, heute erloschen. Zu den Brutvogelarten zählen Neuntöter und Nachtigall. Im Gebiet leben elf Tagfalterarten, darunter der Kreuzenzian-Ameisenbläuling (Phengaris rebeli).

## Naturschutz
Das Gebiet wurde im Jahr 1989 als Naturschutzgebiet ausgewiesen. Im, Jahr 2008 wurde es zudem als gleichnamiges Natura 2000-Gebiet DE 4422-303 geschützt. Im Landschaftsrahmenplan Nordhessen 2000 ist es Bestandteil des Teilgebiets 1 der Biotopverbundkonzeption Magerrasen, Bergwiesen und Heiden. Mit insgesamt 750 Hektar Kalkmagerrasen-Fläche in den Bundesländern Hessen und Nordrhein-Westfalen, verteilt auf 145 Gebiete, gehört das Diemeltal zu den bedeutsamsten Vorkommen von Kalkmagerrasen im nördlichen Deutschland.